# Rondoniella
Rondoniella (лат.) — род мирмекофильных жуков-чернотелок из подсемейства Pimeliinae. Известно 3 вида, которые встречаются Юго-Восточной Азии (Камбоджа, Лаос, Таиланд).
Не путать с комарами рода Rondaniella (Mycetophilidae) и клопами рода Rondonella (Miridae).

## Описание
Мелкие мирмекофильные жуки-чернотелки буровато-чёрного цвета, длина тела 4,3—7,35 мм. Голова треугольной формы, закруглённая на вершине, покрыта чешуевидными щетинками; глаза мелкие; гуларная пластинка параллельносторонняя с отчётливыми бороздками для приема усиков и переднегрудной гипомерой переднеспинки с углублением для приема булавы усиков; наружный край передних голеней простой или со слабым закруглённым выростом посередине. У R. costata и R. hosoishii брюшко не имеет перепонок между 3—5-м вентритами, а прокосальные впадины сзади закрыты, эти признаки общие с другими родами трибы Cnemeplatiini.
Мандибулы сильно редуцированы, вершины заострены, вершины к внутреннему краю слабо склеротизованы, мола рудиментарная и очень маленькая в самой базальной части, без поперечных рёбер для стачивания, сплошь покрыты простекой, несущим густые и микроскопические щетинки; сциссоральная (ножничная) лопасть на вершине окаймлена плёнчатым краем, не зубчатая и не загнутая. Лигула простая и редуцированная, поперечная, на вершине слабовыемчатая. На максилле лацинии разделены, сплошь густо опушены, без ункуса; верхушечное опушение галеа длинное и густое; конечные членики нижнечелюстных щупиков увеличены, удлиненно-овальные. Ноги короткие, густо усеянные мелкими гранулами и крупными пунктурами; бёдра плоские, плавно расширены ближе к середине; голени расширены вершиной; передние голени с сильно развитыми экто-апикальными углами; внутренний край задних голеней с гладкой продольной линией.

## Биология
Биология остаётся малоизученной. Исследование 2022 года показало, что виды Rondoniella имеют очень странную структуру ротового аппарата, в том числе дегенеративные мандибулы, которые имеют мелкий размер, с субмембранозным кончиком и не приспособлены к пережевыванию твёрдой пищи. У других мирмекофильных насекомых, таких как мирмекофильные сверчки (Komatsu et al. 2018) и жуки Lomechusa (Hölldobler & Kwapich 2022), виды с дегенеративными мандибулами не питаются твёрдой пищей и получают пищу от муравьёв путем трофаллаксиса. Таким же образом, вероятно, питаются и жуки Rondoniella. Это должно быть подтверждено наблюдением за живыми жуками и муравьями в неволе. У мирмекофильных жуков-чернотелок таких случаев до 2022 года не было обнаружено, и, если это подтвердится, это будет совершенно новым и необычным открытием. Биология первых видов более 50 лет оставалась неизвестной. Однако, описывая род в 1970 году Зольтан Касаб предположил их мирмекофилию или термитофилию на основе щитовидных структур головы, которые часто наблюдаются у жуков-инквилинов. Мирмеколог Dr. Shingo Hosoishi в итоге действительно обнаружил их в ассоциации с муравьями. В 2022 году Rondoniella hosoishii был обнаружен в муравейнике Crematogaster sewardi (род Crematogaster): они были найдены под корой живого дерева.

## Систематика и этимология
Описано 3 вида. Род был впервые установлен в 1970 году Зольтаном Касабом для вида R. costata из Лаоса. Второй вид R. bremeri был описан в 2000 году и тогда же род был выделен в подтрибу Rondoniellina Ferrer & Moragues, 2000. Rondoniella сходен с близким родом Durandius, известного по одному виду D. ardoini Kaszab, 1970, который отличается трапециевидной формой головы, крупными глазами, иным строением пронотума и передних голеней.
Род Rondoniella был назван в честь J.Rondon, коллектора типовой серии первого вида Rondoniella costata.
- Rondoniella bremeri Ferrer et Moragues, 2000[5]
- Rondoniella costata Kaszab, 1970 typus
- Rondoniella hosoishii Maruyama & Ando, 2022 (Камбоджа)[1]